# 레이던 공방전
레이던 공방전은 80년 전쟁 기간 중인 1573년과 1574년에 일어난 전투이다. 이때 스페인군은 자신들에게 반역한 네덜란드의 남부 홀란드 레이던 도시를 함락시키고자 하였지만 결국 실패하고 말았다.

## 배경
네덜란드 지방은 스페인 왕국에 속해 있었다. 홀란드 질란드(Zeeland)의 대부분은 1572년 스페인의 네덜란드 군정관 알바 공(Duke of Alba)의 공포정치를 끝내고자 봉기한 반란군에 의해 점거되었다. 이들 지역은 물에 잠기기 쉬운 소택지와 견고한 방어시설로 둘러싸인 도시들이 밀집해 있는 곳으로 한번 빼앗기면 탈환하기 힘든 곳이었다.
알바 공은 휘하의 사나운 병사들을 이끌고 반란군을 격멸시키고자 하였다. 알바 공은 암스테르담에 본진을 구성하였다. 암스테르담은 이때 스페인 측에 남아있는 유일한 도시였다. 나르덴(Naarden)과 하를럼(Haarlem)의 시민들에 대한 알바 공의 가혹한 처분은 이미 전 네덜란드에 그 악명을 떨친 바 있었다. 반란군들은 알바 공이 자신들에게 절대로 자비를 베풀지 않을 것이라는 것을 알고 있었다. 한편 홀란드는 하를럼이 스페인 군에게 함락 당함에 따라 둘로 분산될 수밖에 없었다. 우선 알바 공은 북쪽의 알크마아르(Alkmaar)를 공략하려 하였으나 시민들은 장기간 동안 저항을 계속하였고, 결국 알바 공은 공략에 실패하였다. 이에 알바 공은 반란군 세력의 주교 거점인 남쪽을 공략하기로 결심하고 레이던으로 향했다.

## 제1차 레이던 공방전
1573년 10월 공성전이 시작했을 때 레이던 시에는 풍부한 식량이 있었다. 게다가 작전을 위해 구멍을 파기에는 흙이 너무 부드러웠기 때문에 스페인군은 공성전에 어려움을 겪었고, 도시의 방어 역시 충실한 상황이었다. 게다가 반란군의 지도자이자 오라녜의 침묵공 빌럼은 네덜란드로 군대를 보내 레이던을 구원하려 하였다. 결국 알바 공은 1574년 4월 공성을 풀고 무케르헤이데 전투(Battle of Mookerheyde)에서 오라녜 군과 교전, 대승을 거두었다.

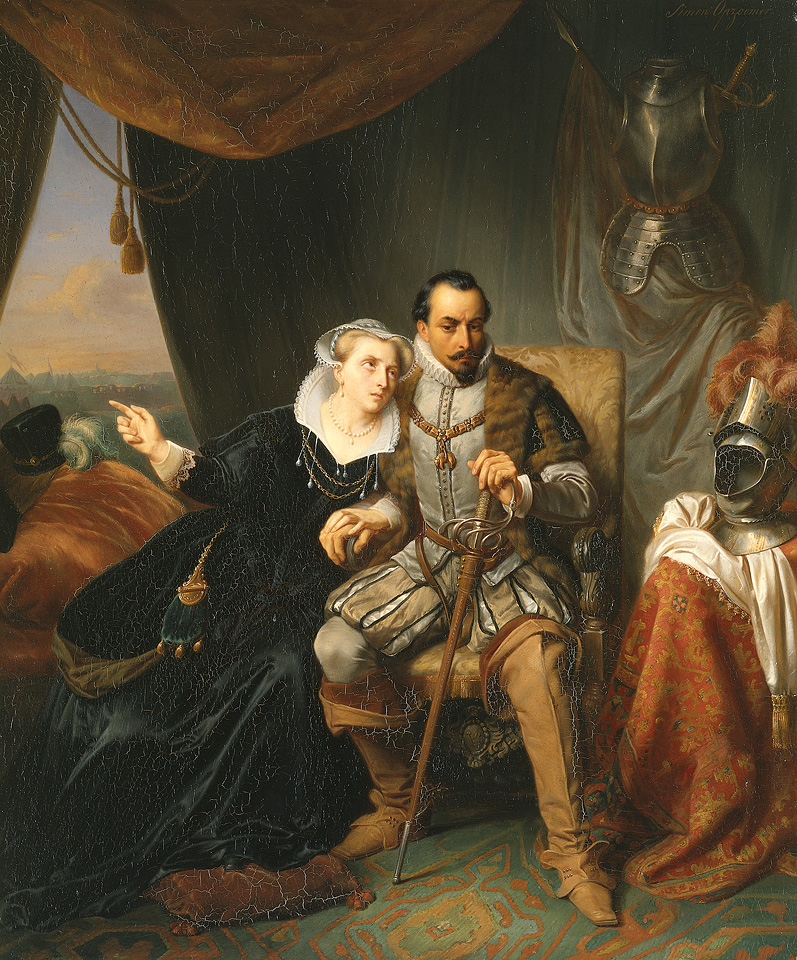
1574년 공성전에서 일어난 전설의 막달레나 문스(Magdalena Moons)와 프란시스코 발데스(Francisco Valdéz) : 시몬 옴주머 작품. 1845년 경

## 제2차 레이덴 공방전
알바의 군대는 1574년 6월 공성전을 재개하기 위해 레이던으로 귀환하였다. 오라녜의 군대가 패함에 따라 더 이상 외부의 지원을 받을 수 없어 보였고 시민들은 항복을 고려하기 시작했다. 봉기한 반란군은 너무 적었고, 반란군의 영토 역시 광대한 스페인 제국과 비교했을 때 너무나도 작았다.
1574년 9월 네덜란드는 남쪽의 제방을 파괴함으로써 바닷물이 밀려들어오게 하여 스페인군을 물리치고 공성을 풀고자 하였다. 그러나 얼마 동안 폭풍이 불지 않았고, 이로 인해 수위가 충분히 상승하지 않아 공성을 풀 정도의 홍수가 일어나지 않았다. 시장 반 데르 베르프(van der Werff)는 시민들의 저항의지를 유지하기 위해 자신의 팔을 잘라 식량으로 내 놓았다. 수천의 시민들이 기아로 사망하였다. 그럼에도 시민들은 저항을 멈추지 않았는데, 왜냐하면 도시가 함락되었을 경우에 나르덴과 하를럼에서 그랬던 것처럼 자신들 역시 모두 학살당할 것을 알고 있었기 때문이다.

## 구원
10월 2일과 3일 드디어 폭풍이 불어 스페인군을 약화시킨 후에 게우젠(Geuzen 바다의 방랑자)이 지휘하는 구원군이 평저선을 타고 레이던으로 접근하였다. 폭풍으로 불어난 물에 의해 제대로 싸울 수 없게 된 스페인군은 포위를 풀었다. 반란군 함대는 굶주린 시민들을 기아로부터 건져내기 위해 청어와 흰 빵을 수송하였다. 시민들은 저녁에 '후츠포트'(Hutspot 당근과 양파로 만든 스튜)를 먹을 수 있었다. 전설에 따르면, 코르넬리우스 요펜스준(Cornelis Joppenszoon)이라는 이름의 고아 소년이 물이 불어남에 따라 서둘러 퇴각한 스페인군의 진영 람멘스찬(Lammenschans)에서 후츠포트가 가득한 요리용 냄비를 발견했다고 한다.

## 영향
1575년 스페인의 금고가 바닥나버렸고, 스페인 군 당국은 휘하의 병사들에게 급료를 지급할 수 없었다. 이에 따라 폭동이 일어났다. 앤트워프가 약탈당함에 따라 전 네덜란드가 스페인에 대항하여 봉기하였고, 레이던은 다시 한번 구원받았다.
오라녜 공 빌럼은 공성전에서 도시의 희생을 인정하여 레이던 대학을 설립하였다.
10월 3일 레이던에서는 매년 기념행사가 열린다. 이는 성대한 행사로 밤에는 웅장한 기념식과 불꽃놀이가 거행된다. 시 당국은 레이던의 시민들에게 공짜로 청어와 흰 빵을 나눠준다.